# Layal Abboud
Pour les articles homonymes, voir Abboud.
Layal Mounir Abboud (en arabe : ليال منير عبود) (née le 15 mai 1982 à Kniseh, dans le district de Tyr) est une chanteuse pop libanaise, animateur folklorique, poétesse lyrique, danseuse de concert, mannequin de cabine et femme d'affaires impliquée dans l'humanitaire,,.

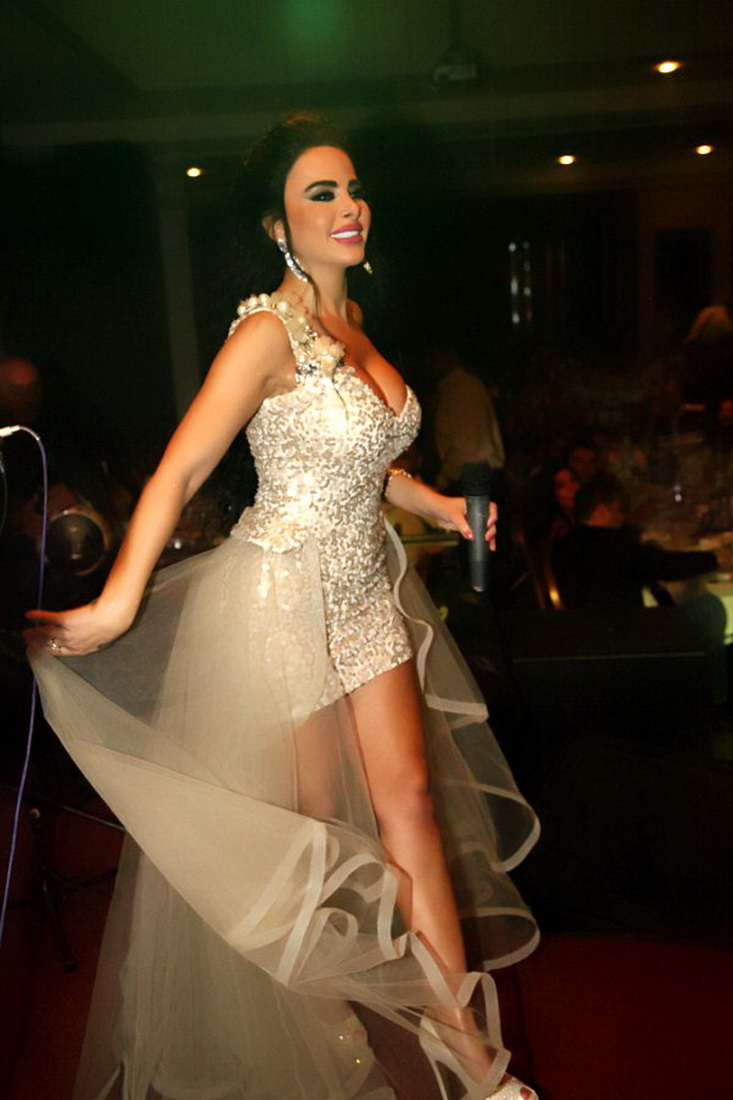
Layal Abboud lors de son concert à l'occasion de l'Aïd el-Fitr le 18 juillet 2015 en musique à Beyrouth (Liban).

## Discographie

### Albums studio
- 2008 : Fi Shouq
- 2011 : Ma Ba'eesh

### Singles hors-albums
- 2007 : Winni Ya Winn
- 2007 : Albi Yamma
- 2007 : Tshoobi
- 2007 : Abouya 2alli
- 2007 : Aam Bihlamak
- 2007 : Hawasi Kella
- 2007 : Fi Shoo'
- 2008 : Wad Al Hetta
- 2009 : Shid El Jaroufe
- 2009 : Bjnoun
- 2010 : Lazem Taaraf
- 2010 : BIBI
- 2010 : Ahla Zaffe
- 2010 : Dinyi Wlad
- 2010 : Ma B3eesh
- 2010 : Ya Tayr El Tayer
- 2012 : Ya Ana Ya Ana
- 2013 : Khashkhash hadid El Mohra
- 2014 : Khaliha Bi Albi Tijrah